# Salón de Tiro de Pekín

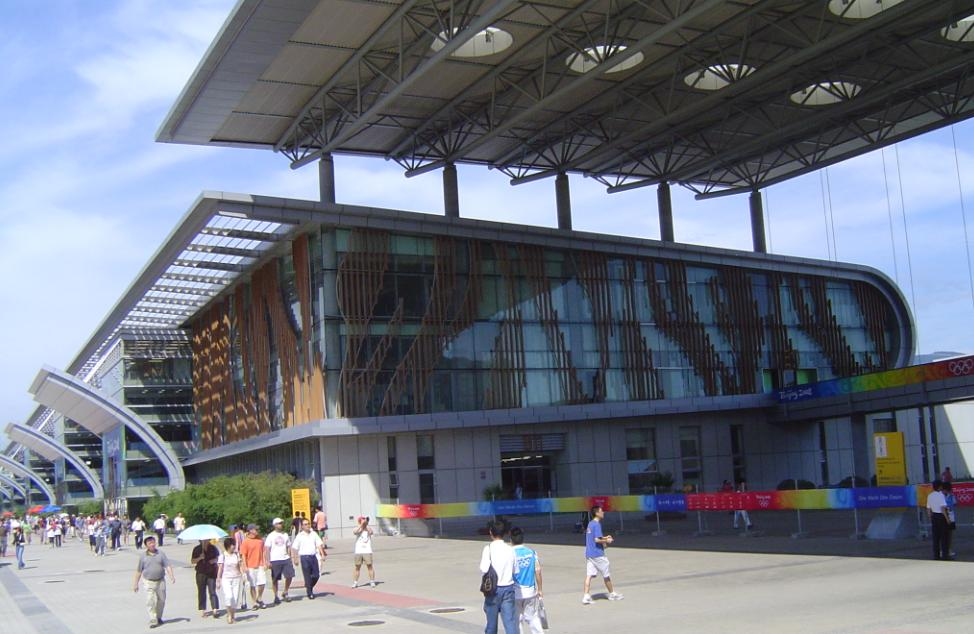
Salón de Tiro de Pekín.

El Salón de Tiro de Pekín es un pabellón deportivo creado para los Juegos Olímpicos de Pekín 2008. Está ubicado en el distrito de Shijingshan en Pekín (China) y tiene capacidad para 8.600 espectadores. En él se disputaron las competiciones de tiro deportivo tanto en los Juegos Olímpicos como en los Paralímpicos. 
Fue diseñado por el arquitecto chino Zhuang Weimin. 